# چشم‌پزشکی در عصر تمدن اسلامی

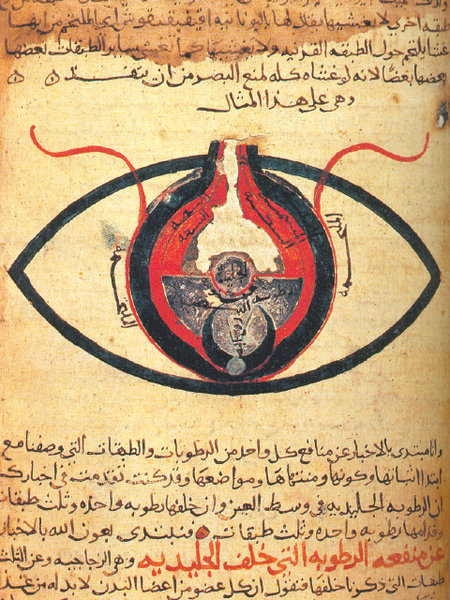
نسخه خطی عربی که از تاریخ ۱۲۰۰ سالگی با نام آناتومی چشم نوشته شده‌است

چشم‌پزشکی در عصر تمدن اسلامی (عربی: طب العيون في عصر الحضارة الإسلامية) یکی از فرعهای قدیمی در پزشکی و طبابت اسلامی در قرون وسطی می‌باشد، در زمان دولت و حکومت خلفای عباسی چشم‌پزشک یا الکحال یک عضو با افتخار و ممتاز رشته پزشکی محسوب می‌شد بطوریکه در جامعه جای بالا و عالی در بین خاندان سلطنت یا حکومت را بخود اختصاص می‌داد، دانشمندان مسلمان در قرون وسطی معتقد بودند که این علم یک علم مجموع، علم عملی و نظری است، بخاطر اینکه علم پزشکی نیاز به وسایل و تجهیزات دقیقی دارد، و این موضوع به‌خوبی در علم چشم‌پزشکی متجلی و بارز است برای اینکه مستمر بایستی به‌طور نظری چشم را مورد تجزیه وتحلیل قرار داد و هم به‌طور عملی اینکار را انجام داد تا به شناخت درد و درمان رسید، در همان زمان وسایل و تجهیزات مورد استفاده در جراحی چشم به ده‌ها وسیله می‌رسید، یکی از این ادوات که در قدیم استفاده می‌شد، سوزن خاص چشم است که عمار بن علی از شهر موصل آن را اختراع نمود، این وسیله‌ای بود که از آن برای خارج کردن و بیرون کشیدن عدسی از چشم بیمار آسیب دیده که یک عمل رایج در آن زمان بوده‌است استفاده می‌شد.

## آموزش چشم‌پزشکی و جراحی چشم
برای اینکه یک نفر یک طبیب کارکشته در این زمینه بشود در آن زمان یک روش واحد و ثابتی برای آموزش یا مسیر مشخصی برای تمرین و فراگیری وجود نداشت، در آن زمان در فرعهای مختلف پزشکی هیچ تخصص رسمی آن طور که ما توقع داریم وجود نداشت ولی بعضی از پزشکان در بعضی از زمینه‌ها به‌علت اینکه بیشتر کار کرده و بیشتر به درمان و معالجه بیماران پرداخته بودند و در استفاده و به‌کارگیری بعضی از داروها مجرب شده و به اشراف کامل رسیده بودند در همان زمینه‌ای که بیشتر کار کرده بودند به تخصص رسیده بودند. با همه اینها ضروری بود که پزشک و طبیب از کارهای گذشتگان شناخت و فهم و اشراف داشته باشد، از بین این نفرات می‌توان از عمل جراحی یوحنا بن ماسویه نام برد که اعتبارش را قبل از هرچیز به خاطر تخصصش در زمینه چشم‌پزشکی و جراحی چشم به‌دست آورده‌است، بعد از او می‌توان از حنین بن اسحاق که در غرب هم به همین نام بخاطر عمل تشریح چشم بشر شهرت دارد نام برد.